# 고미소 (바둑 기사)
고미소(2002년 8월 11일 ~ )는 대한민국의 바둑 기사이다.

## 약력
인천 출신으로 바둑 애호가인 아버지의 권유로 6세경에 바둑을 시작했다. 충암바둑도장에서 김대용, 최원용, 위태웅 사범의 바둑 지도를 받았다. 2012년부터 한국기원 연구생리그에서 활동했고 2019년 제11회 압구정여자최강전에서 우승을 차지했다. 2022년 4월, 제56회 여자연구생 입단대회를 통해 프로바둑에 입단했다.